# David Mooney
Pour les articles homonymes, voir Mooney.
David 'Dave' Mooney, né le 30 octobre 1984 à Dublin en Irlande, est un footballeur irlandais. Après avoir commencé sa carrière dans le championnat irlandais où il a été le meilleur buteur du championnat en 2007 et 2008, il joue dans le championnat professionnel anglais de deuxième et troisième division.

## Carrière

### En Irlande
David Mooney signe son premier contrat senior avec le club des Shamrock Rovers en 2000, alors qu'il est encore lycéen au Coláiste Éanna à Dublin. En 2002, il marque à chaque tour de la compétition lorsque les Shamrock remportent le championnat d'Irlande des moins de 17 ans. Son premier match officiel avec son club a lieu le 6 avril 2004 et son premier but en championnat le 24 juin de la même année, au cours d'un match contre l'équipe de Dublin City. Cette première saison est une réussite, puisqu'il dispute 40 matchs toutes compétitions confondues et marque 9 buts. Pourtant les Shamrock Rovers, qui sont alors en grande difficulté financière, décident de s'en séparer. C'est le club de Longford Town qui rachète son contrat lors de la fin du mois de juillet 2005.
Mooney passe deux saisons et demie à Longford. C'est en 2007 qu'il se révèle définitivement au football irlandais. Lors de cette saison, il marque 19 buts sous le maillot jaune et noir et devient ainsi le meilleur buteur du championnat. Mooney est aussi élu par la fédération irlandaise meilleur joueur du championnat pour l'année 2007. Mais cette double réussite individuelle ne suffit pas pour sauver le club de la relégation en First Division, la deuxième division du championnat irlandais.

### En Angleterre
Lors de la saison 2013-2014, il inscrit 19 buts en troisième division anglaise avec le club de Leyton Orient. Cette saison là, il est l'auteur de quatre doublés en championnat.

## Palmarès
avec Longford Town
- Coupe d'Irlande
  - Finaliste en 2007.
- Meilleur buteur du championnat d'Irlande en 2007 avec 19 buts.

avec Cork City FC
- Meilleur buteur du championnat d'Irlande en 2018 avec 15 buts.